# Campeonato Goiano Segunda Divisão 2023
In 2023 werd het 52ste Campeonato Goiano Segunda Divisão gespeeld voor clubs uit de Braziliaanse staat Goiás. De competitie werd georganiseerd door de FGF en werd gespeeld van 5 augustus tot 22 oktober. Goiatuba werd kampioen. 

## Eindstand
| Plaats | Club         | Wed. | W | G | V  | Saldo | Ptn. |
| ------ | ------------ | ---- | - | - | -- | ----- | ---- |
| 1.     | Goiatuba     | 14   | 9 | 3 | 2  | 21:9  | 30   |
| 2.     | Jataiense    | 14   | 8 | 2 | 4  | 21:11 | 26   |
| 3.     | Anapolina    | 14   | 7 | 5 | 2  | 18:8  | 26   |
| 4.     | Centro Oeste | 14   | 6 | 6 | 2  | 13:9  | 24   |
| 5.     | ASEEV        | 14   | 5 | 2 | 7  | 14:19 | 17   |
| 6.     | Santa Helena | 14   | 3 | 6 | 5  | 14:19 | 15   |
| 7.     | Aparecida    | 14   | 4 | 2 | 8  | 15:19 | 14   |
| 8.     | Jaraguá      | 14   | 0 | 2 | 12 | 8:30  | 2    |

|  | Promotie naar Campeonato Goiano 2024 |
|  | Degradatie                           |

### Kampioen
| Campeonato Goiano de 2023 - Segunda Divisão |
| Goias                                       |
| ------------------------------------------- |
| GOIATUBA Kampioen (4° titel)                |